# 死無愚流 呼麗苦衝音+3
死無愚流 呼麗苦衝音+3（シングル・コレクション プラス・スリー）は氣志團の初となるベストアルバム。

## 内容
- メジャーデビュー後に発売された1stシングル『One Night Carnival』から7thシングル『族』までのシングルに加え、アルバム曲3曲を収録。
- CD＋DVDの2枚組。DVDの内容はPV集で、収録曲・曲順は2形態共通。ちなみに「One Night Carnival」は「原宿暴動 ver.」が収録されている。

## メンバー
- 綾小路 翔（翔やん）：VOCAL & MC & GUITAR
- 早乙女 光（ヒカル）：DANCE & SCREAM
- 西園寺 瞳（トミー）GUITAR
- 星 グランマニエ（ランマ）：GUITAR
- 白鳥 松竹梅（マツ）：BASS GUITAR
- 白鳥 雪之丞（ユッキ）：DRUMS & DRUNK

## 収録曲

### CD
全編曲：氣志團
| #         | タイトル                                  | 作詞      | 作曲                      | 時間  |
| --------- | ----------------------------------------- | --------- | ------------------------- | ----- |
| 1.        | 「One Night Carnival」                    | 綾小路翔  | 綾小路翔                  | 4:57  |
| 2.        | 「恋人」                                  | 綾小路翔  | 綾小路翔                  | 6:50  |
| 3.        | 「スウィンギン・ニッポン」                | 綾小路翔  | 綾小路翔                  | 4:41  |
| 4.        | 「SECRET LOVE STORY」                     | 綾小路翔  | 綾小路翔 & 星グランマニエ | 6:27  |
| 5.        | 「キラ・キラ!」                           | 綾小路翔  | 綾小路翔                  | 5:24  |
| 6.        | 「結婚闘魂行進曲「マブダチ」」            | 綾小路翔  | 綾小路翔                  | 5:31  |
| 7.        | 「族」                                    | 綾小路翔  | 綾小路翔                  | 4:47  |
| 8.        | 「湾岸夜想曲~ルシファーズ・ハンマー'94~」 | 綾小路翔  | 綾小路翔                  | 4:25  |
| 9.        | 「デリケートにキスして」                  | 綾小路翔  | 綾小路翔                  | 2:57  |
| 10.       | 「黒い太陽」                              | 綾小路翔  | 綾小路翔                  | 4:27  |
| 合計時間: | 合計時間:                                 | 合計時間: | 合計時間:                 | 50:26 |

## 曲解説
1. One Night Carnival
1stシングル
2. 恋人
2ndシングル
3. スウィンギン・ニッポン
3rdシングル
4. SECRET LOVE STORY
4thシングル
5. キラ キラ!
5thシングル
6. 結婚闘魂行進曲「マブダチ」
6thシングル
7. 族
7thシングル
8. 湾岸夜想曲~ルシファーズ・ハンマー'94~
1stアルバム『1/6 LONELY NIGHT』収録
9. デリケートにキスして
1stアルバム『1/6 LONELY NIGHT』収録
10. 黒い太陽
1stアルバム『1/6 LONELY NIGHT』収録